# Katarzyna Czajka-Kominiarczuk
Katarzyna Agnieszka Czajka-Kominiarczuk, pseud. Zwierz Popkulturalny (ur. 9 października 1986 w Warszawie) – polska pisarka, dziennikarka, socjolożka, blogerka i podcasterka, ekspertka filmowa.

## Życiorys
W 2008 ukończyła socjologię w Collegium Civitas, a w 2010 historię na Uniwersytecie Warszawskim. W latach 2015–2018 w Instytucie Stosowanych Nauk Społecznych Uniwersytetu Warszawskiego pracowała badawczo nad doktoratem o kinie polskim w dwudziestoleciu międzywojennym.
Od 2008 pracowała jako dokumentalistka w dziale dokumentacji tygodnika Polityka. Współpracowała również z Domem Spotkań z Historią i Muzeum Historii Polski.
Prowadzi bloga Zwierz Popkulturalny, gdzie od 2009 pisze o filmach, serialach i szeroko rozumianej popkulturze. W 2012 blog otrzymał nagrodę Bloga Blogerów w konkursie Blog Roku. Swoimi recenzjami filmów, blog przyciąga kilkadziesiąt tysięcy czytelników miesięcznie, a sama autorka jest rozpoznawalną postacią świata kultury, kultury cyfrowej i edukacji filmowej.
Od 2015 wraz z Pawłem Opydo prowadzi podcast ZVZ (o społeczeństwie i kulturze), od 2017 – podcast Czytu Czytu (o książkach i literaturze), a od czerwca 2020 razem z Patrycją Muchą realizuje podcast o filmowych musicalach pt. Wtem, piosenka. W maju 2021 premierę miał również jej podcast Jeszcze słowo, który stanowi uzupełnienie działalności blogowej.

## Życie prywatne
Jest córką Anny Landau-Czajki.

## Książki
- Mam nadzieję, Wydawnictwo W.A.B, 2022, ISBN 978-83-280-9268-6
- Seriale. Do następnego odcinka, Wydawnictwo W.A.B., 2021, EAN 9788328085084
- Oscary Sekrety największej nagrody filmowej, Wydawnictwo W.A.B, 2020, ISBN 978-83-280-7446-0, dwa wydania
- Zwierzenia popkulturalne, Genius Creations, 2019, ISBN 978-83-799-5342-4
- Dwóch panów z branży, Wydawnictwo Czwarta Strona, 2016, ISBN 978-83-7976-403-7
- Wstęp i naukowe opracowanie do: „System socjologii”, Ludwik Gumplowicz, Wydawnictwa Uniwersytetu Warszawskiego, 2013
- Jedno życzenie, Wydawnictwo Jaworski, 2009
- Straszna pomyłka księcia, Wydawnictwo Jaworski, 2004